# Ефаевское сельское поселение
Ефаевское се́льское поселе́ние — муниципальное образование в Краснослободском районе Мордовии Российской Федерации.
Административный центр — село Ефаево.

## История
Статус и границы сельского поселения установлены Законом Республики Мордовия от 28 декабря 2004 года № 125-З «Об установлении границ муниципальных образований Краснослободского муниципального района, Краснослободского муниципального района и наделении их статусом сельского поселения, городского поселения и муниципального района».
Законом от 27 ноября 2008 года, были упразднены Зайцевское сельское поселение (сельсовет), а входившие в его состав населённые пункты были включены в Ефаевское сельское поселение (сельсовет).

## Население
| 2002 | 2010 | 2012 | 2013 | 2014 | 2015 | 2016 |
| ---- | ---- | ---- | ---- | ---- | ---- | ---- |
| 1127 | ↘930 | ↘866 | ↘838 | ↘809 | ↘775 | ↘739 |
| 2017 | 2018 | 2019 | 2020 | 2021 |      |      |
| ↘717 | ↘685 | ↘676 | ↘650 | ↘621 |      |      |

## Состав сельского поселения
| № | Населённый пункт | Тип населённого пункта | Население |
| - | ---------------- | ---------------------- | --------- |
| 1 | Ефаево           | село                   | ↘747      |
| 2 | Зайцево          | село                   | ↘124      |
| 3 | Старая Потьма    | деревня                | ↘25       |
| 4 | Старое Лепьево   | деревня                | ↘34       |